# Jair Braga
Jair Braga (Joaçaba, 3 de junho de 1954 — Curitiba, 5 de março de 2004) foi um ciclista de estrada brasileiro.
Era carteiro e trabalhava fazendo entregas de jornal de bicicleta. Aos 24 anos começou a praticar ciclismo regularmente.
Ganhou destaque internacional na década de 1980 ao vencer a Volta de Ciclismo para Amadores da Bélgica. Jair Braga é o único brasileiro a vencer esta competição e, até hoje, é o detentor do chamado "Record da Hora", marca estabelecida por ele naquela década. Obteve também o segundo lugar em uma das etapas no Giro Ciclístico d'Italia, em 1982.
Braga representou o Brasil nos Jogos Olímpicos de Verão de 1984 em Los Angeles, onde terminou em décimo oitavo lugar nos 100 km contrarrelógio.
Jair Braga foi campeão pan-americano em 1982.
Faleceu em Curitiba, vítima de atropelamento por um caminhão, quando voltava de bicicleta do trabalho para casa.